# Риханд
Риханд или Рехар (на хинди: रिहन्द नदी) е река в Централна Индия, в щатите Чхатисгарх и Утар Прадеш, десен приток на Сон, десен приток на Ганг. Дължина 250 km, площ на водосборния басейн 12 500 km². Река Риханд води началото си от западните райони на платото Чхота-Нагпур, на 741 m н.в. и по цялото си протежение тече предимно в северна посока през западните части на платата Чхота-Нагпур и Багхелкханд в дълбока и тясна долина. Влива се отдясно в река Сон (десен приток на Ганг), на 169 m н.в. Има ясно изразено лятно пълноводие (от юли до септември), а през останалото време е маловодна. Среден годишен отток около 200 m³/s. В района на селището Пипри от 1953 до 1961 г. е изградено комплексното хидротехническо съоръжение „Бадура“, включващо преградна стена (височина 90 m и дължина над 900 m), язовир (площ над 460 km²), ВЕЦ (с мощност 240 Мвт) и иригационна система от канали, чрез които се напояват над 850 хил. ха земеделски земи..